# Óriásmézevő
Az óriásmézevő (Gymnomyza viridis) a madarak osztályának a verébalakúak (Passeriformes) rendjébe, ezen belül a mézevőfélék (Meliphagidae) családjába tartozó faj.
A magyar név forrással nincs megerősítve.

## Előfordulása
A Fidzsi-szigetek területén honos. A természetes élőhelye szubtrópusi és trópusi síkvidéki- és hegyi esőerdők.

## Alfajai
- Gymnomyza viridis viridis (E. L. Layard, 1875) - Vanau Levu és Taveuni szigetek
- Gymnomyza viridis brunneirostris (Mayr, 1932) - Viti Levu

## Megjelenése
Testhossza 27 centiméter. Tollazata olajzöld színű.

## Természetvédelmi állapota
Az élőhelyének elvesztése fenyegeti, IUCN vörös listáján a még nem fenyegetett kategóriában szerepel.

## Külső hivatkozások
- Képek interneten a fajról
- Internet Bird Collection - videók a fajról